# The Hindoo Dagger
The Hindoo Dagger è un cortometraggio muto del 1909 diretto da David W. Griffith che ne firma anche la sceneggiatura.

## Trama
Un misterioso pugnale proveniente dall'India sembra possedere il potere diabolico di spargere odio e terrore, provocando la morte dei suoi proprietari e di chi vive loro accanto.

## Produzione
Il film fu prodotto dall'American Mutoscope & Biograph e fu girato nel New Jersey a Fort Lee.

## Distribuzione
Il copyright del film, richiesto dall'American Mutoscope and Biograph Co., fu registrato il 17 febbraio 1909 con il numero H123060.
Distribuito dall'American Mutoscope & Biograph, il film uscì nelle sale il 18 febbraio 1909. Nelle proiezioni, veniva programmato con il sistema dello split reel, accorpato in un'unica bobina con un altro cortometraggio prodotto dalla Biograph, diretto da Griffith, The Joneses Have Amateur Theatricals.
Non si conoscono copie ancora esistenti della pellicola che viene considerata presumibilmente perduta.